# Élections municipales de 2014 en Dordogne
Les élections municipales ont lieu les 23 et 30 mars 2014 en Dordogne. Les listes ci-dessous concernent uniquement les communes de plus de 2 000 habitants au recensement de 2011.

## Composition des conseils municipaux
Le nombre de membres devant former le conseil municipal est déterminé en fonction de la population municipale légale au 1er janvier 2014 et a été abaissé par la loi du loi du 17 mai 2013 pour les plus petites communes (moins de 100 habitants) de 9 à 7 conseillers municipaux :
| Nombre d'habitants     | < 100 | < 500 | < 1 500 | < 2 500 | < 3 500 | < 5 000 | < 10 000 | < 20 000 | < 30 000 |
| Conseillers municipaux | 7     | 11    | 15      | 19      | 23      | 27      | 29       | 33       | 35       |

## Candidatures
Parmi les trente-trois communes de la Dordogne qui dépassent 2 000 habitants, le maire sortant ne présente pas de liste sur huit d'entre elles (Château-l'Évêque, Lalinde, Lamonzie-Saint-Martin, Mussidan, Nontron, Prigonrieux, Razac-sur-l'Isle et Saint-Léon-sur-l'Isle).
Dix communes présentent chacune une unique liste (Boulazac, Champcevinel, Chancelade, Eymet, La Force, La Roche-Chalais, Notre-Dame-de-Sanilhac, Port-Sainte-Foy-et-Ponchapt, Razac-sur-l'Isle et Saint-Léon-sur-l'Isle). Seize autres (Brantôme, Château-l'Évêque, Coulounieix-Chamiers, Lalinde, Lamonzie-Saint-Martin, Le Buisson-de-Cadouin, Montignac, Montpon-Ménestérol, Mussidan, Neuvic, Prigonrieux, Saint-Antoine-de-Breuilh, Saint-Astier, Terrasson-Lavilledieu, Thiviers et Trélissac) verront s'affronter deux listes. Des affrontements triangulaires se sont déroulés au Bugue, à Marsac-sur-l'Isle, Nontron, Périgueux et Ribérac. Les deux communes où s'affrontent le plus de listes sont Sarlat-la-Canéda (quatre) et Bergerac (cinq).

## Analyses
Au premier tour, sur les 87 communes de plus de 1 000 habitants qui votent sur des listes bloquées, seules neuf (Agonac, Bassillac, Bergerac, Le Bugue, La Douze, Périgueux, Ribérac, Saint-Front-de-Pradoux et Sourzac) participent à un second tour. Sur les 470 autres communes inférieures à 1 000 habitants, 64 n'ont pas élu la totalité de leurs conseillers municipaux et sont également dans ce cas. Il aura donc suffi d'un seul tour d'élection pour près de 87 % des communes du département.
Les conseillers municipaux ont été élus à 92,9 % dès le premier tour, contre 7,1 % au second. Les femmes représentent 38,9 % des élus et les hommes 61,1 %. La moyenne d'âge est de 52,5 ans. La catégorie la plus représentée avec 28,9 % est celle des retraités. Parmi les élus, 136 (1,9 %) sont étrangers sont 68 Britanniques, 25 Néerlandais et 24 Belges.

## Maires sortants et maires élus
Le scrutin est marqué par des changements importants. Périgueux, chef-lieu du département et gagnée par le PS en 2008, et Bergerac, la sous-préfecture remportée elle aussi par les socialistes au scrutin précédent, repassent à droite. La gauche accuse également la perte du Bugue, du Buisson-de-Cadouin, de Mussidan, Ribérac et Saint-Astier. Elle remporte toutefois Nontron et Thiviers, tandis que le PCF se maintient à Boulazac, Champcevinel, La Force, Saint-Léon-sur-l'Isle et Trélissac.
| Commune                     | Population | Maire sortant            | Parti | Parti | Maire élu                | Parti | Parti |
| --------------------------- | ---------- | ------------------------ | ----- | ----- | ------------------------ | ----- | ----- |
| Bergerac                    | 27 687     | Dominique Rousseau       |       | PS    | Daniel Garrigue          |       | DVD   |
| Boulazac                    | 6 613      | Jacques Auzou            |       | PCF   | Jacques Auzou            |       | PCF   |
| Brantôme                    | 2 166      | Monique Ratinaud         |       | UMP   | Monique Ratinaud         |       | UMP   |
| Champcevinel                | 2 706      | Christian Lecomte        |       | PCF   | Christian Lecomte        |       | PCF   |
| Chancelade                  | 4 258      | Michel Testut            |       | PS    | Michel Testut            |       | PS    |
| Château-l'Évêque            | 2 099      | Serge Daugiéras          |       | DVD   | Marie-Hélène Belombo     |       | DVD   |
| Coulounieix-Chamiers        | 8 151      | Jean-Pierre Roussarie    |       | PS    | Jean-Pierre Roussarie    |       | PS    |
| Eymet                       | 2 593      | Jérôme Bétaille          |       | DVG   | Jérôme Bétaille          |       | DVG   |
| La Force                    | 2 546      | Armand Zaccaron          |       | PCF   | Armand Zaccaron          |       | PCF   |
| La Roche-Chalais            | 2 898      | Jacques Menut            |       | DVG   | Jacques Menut            |       | DVG   |
| Lalinde                     | 2 953      | Pierre-Alain Péris       |       | PS    | Christian Bourrier       |       | PS    |
| Lamonzie-Saint-Martin       | 2 398      | Alain Bramerie           |       | PS    | Thierry Auroy-Peytou     |       | PS    |
| Le Bugue                    | 2 728      | Gérard Labrousse         |       | PS    | Jean Montoriol           |       | UMP   |
| Le Buisson-de-Cadouin       | 2 094      | Merico Chies             |       | PS    | Jean-Marc Gouin          |       | DVD   |
| Marsac-sur-l'Isle           | 2 960      | Jean-Marie Rigaud        |       | PS    | Jean-Marie Rigaud        |       | PS    |
| Montignac                   | 2 794      | Laurent Mathieu          |       | UMP   | Laurent Mathieu          |       | UMP   |
| Montpon-Ménestérol          | 5 483      | Jean-Paul Lotterie       |       | PS    | Jean-Paul Lotterie       |       | PS    |
| Mussidan                    | 2 878      | Jean-Yves Fulbert        |       | DVG   | Stéphane Triquart        |       | DVD   |
| Neuvic                      | 3 601      | François Roussel         |       | UMP   | François Roussel         |       | UMP   |
| Nontron                     | 3 281      | Pierre Giry              |       | UMP   | Pascal Bourdeau          |       | PS    |
| Notre-Dame-de-Sanilhac      | 3 089      | Jean-François Larenaudie |       | DVG   | Jean-François Larenaudie |       | DVG   |
| Périgueux                   | 29 811     | Michel Moyrand           |       | PS    | Antoine Audi             |       | UMP   |
| Port-Sainte-Foy-et-Ponchapt | 2 489      | Jacques Reix             |       | DVD   | Jacques Reix             |       | DVD   |
| Prigonrieux                 | 4 113      | Jean-Paul Rochoir        |       | PS    | Jean-Paul Rochoir        |       | PS    |
| Razac-sur-l'Isle            | 2 425      | Jean-Guy Nasseys         |       | PS    | Bernadette Paul          |       | PS    |
| Ribérac                     | 4 053      | Rémy Terrienne           |       | PS    | Patrice Favard           |       | UMP   |
| Saint-Antoine-de-Breuilh    | 2 012      | Christian Gallot         |       | DVD   | Christian Gallot         |       | DVD   |
| Saint-Astier                | 5 468      | Jacques Monmarson        |       | PS    | Élisabeth Marty          |       | UMP   |
| Saint-Léon-sur-l'Isle       | 2 027      | Claude Parade            |       | PCF   | Jean-Luc Laforce         |       | PCF   |
| Sarlat-la-Canéda            | 9 568      | Jean-Jacques de Peretti  |       | UMP   | Jean-Jacques de Peretti  |       | UMP   |
| Terrasson-Lavilledieu       | 6 261      | Pierre Delmon            |       | UMP   | Pierre Delmon            |       | UMP   |
| Thiviers                    | 3 113      | Michel Jaccou            |       | UMP   | Michel Villepontoux      |       | PS    |
| Trélissac                   | 7 037      | Francis Colbac           |       | PCF   | Francis Colbac           |       | PCF   |

### Résultats en nombre de maires
| Partis       | Partis                            | Maires sortants | Maires élus | Évolution     |
| ------------ | --------------------------------- | --------------- | ----------- | ------------- |
|              | Parti socialiste                  | 14              | 10          | 4             |
|              | Parti communiste français         | 5               | 5           | en stagnation |
|              | Divers gauche                     | 4               | 3           | 1             |
| Total gauche | Total gauche                      | 23              | 18          | 5             |
|              | Union pour un mouvement populaire | 7               | 9           | 2             |
|              | Divers droite                     | 3               | 6           | 3             |
| Total droite | Total droite                      | 10              | 15          | 5             |
| Total        | Total                             | 33              | 33          | -             |

## Résultats dans les communes de plus de2 000 habitants

### Bergerac
- Maire sortant : Dominique Rousseau (PS)
- 35 sièges à pourvoir au conseil municipal (population légale 2011 : 27 687 habitants)
- 22 sièges à pourvoir au conseil communautaire (CA bergeracoise)

| Tête de liste            | Tête de liste        | Liste          | Premier tour | Premier tour | Second tour | Second tour | Sièges | Sièges |
| Tête de liste            | Tête de liste        | Liste          | Voix         | %            | Voix        | %           | CM     | CC     |
| ------------------------ | -------------------- | -------------- | ------------ | ------------ | ----------- | ----------- | ------ | ------ |
|                          | Dominique Rousseau * | PS-PCF-PRG     | 4 249        | 34,41        | 5 325       | 41,30       | 7      | 5      |
|                          | Daniel Garrigue      | DVD            | 3 704        | 29,99        | 5 942       | 46,09       | 26     | 16     |
|                          | Robert Dubois        | FN             | 2 163        | 17,51        | 1 624       | 12,59       | 2      | 1      |
|                          | Carmel Fontana       | UMP            | 1 370        | 11,09        |             |             |        |        |
|                          | Lionel Frel          | EELV           | 862          | 6,98         |             |             |        |        |
|                          |                      |                |              |              |             |             |        |        |
| Inscrits                 | Inscrits             | Inscrits       | 20 213       | 100,00       | 20 213      | 100,00      |        |        |
| Abstentions              | Abstentions          | Abstentions    | 7 541        | 37,31        | 6 902       | 34,15       |        |        |
| Votants                  | Votants              | Votants        | 12 672       | 62,69        | 13 311      | 65,85       |        |        |
| Blancs et nuls           | Blancs et nuls       | Blancs et nuls | 324          | 2,56         | 420         | 3,16        |        |        |
| Exprimés                 | Exprimés             | Exprimés       | 12 348       | 97,44        | 12 891      | 96,84       |        |        |
| * Liste du maire sortant |                      |                |              |              |             |             |        |        |

### Boulazac
- Maire sortant : Jacques Auzou (PCF)
- 29 sièges à pourvoir au conseil municipal (population légale 2011 : 6 613 habitants)
- 4 sièges à pourvoir au conseil communautaire (Le Grand Périgueux)

|                          | Jacques Auzou * | PCF-PS-EELV    | 2 682 | 100,00 | 29 | 4 |  |  |
|                          |                 |                |       |        |    |   |  |  |
| Inscrits                 | Inscrits        | Inscrits       | 5 108 | 100,00 |    |   |  |  |
| Abstentions              | Abstentions     | Abstentions    | 1 900 | 37,20  |    |   |  |  |
| Votants                  | Votants         | Votants        | 3 208 | 62,80  |    |   |  |  |
| Blancs et nuls           | Blancs et nuls  | Blancs et nuls | 526   | 16,40  |    |   |  |  |
| Exprimés                 | Exprimés        | Exprimés       | 2 682 | 83,60  |    |   |  |  |
| * Liste du maire sortant |                 |                |       |        |    |   |  |  |

### Brantôme
- Maire sortant : Monique Ratinaud (DVD)
- 19 sièges à pourvoir au conseil municipal (population légale 2011 : 2 166 habitants)
- 9 sièges à pourvoir au conseil communautaire (CC Dronne et Belle)

|                          | Monique Ratinaud * | DVD            | 845   | 67,87  | 16 | 8 |  |  |
|                          | Frédéric Vilhès    | DVG            | 400   | 32,12  | 3  | 1 |  |  |
|                          |                    |                |       |        |    |   |  |  |
| Inscrits                 | Inscrits           | Inscrits       | 1 615 | 100,00 |    |   |  |  |
| Abstentions              | Abstentions        | Abstentions    | 294   | 18,20  |    |   |  |  |
| Votants                  | Votants            | Votants        | 1 321 | 81,80  |    |   |  |  |
| Blancs et nuls           | Blancs et nuls     | Blancs et nuls | 76    | 5,75   |    |   |  |  |
| Exprimés                 | Exprimés           | Exprimés       | 1 245 | 94,25  |    |   |  |  |
| * Liste du maire sortant |                    |                |       |        |    |   |  |  |

### Champcevinel
- Maire sortant : Christian Lecomte (PCF)
- 23 sièges à pourvoir au conseil municipal (population légale 2011 : 2 706 habitants)
- 1 sièges à pourvoir au conseil communautaire (CA Le Grand Périgueux)

|                          | Christian Lecomte * | DVG            | 1 018 | 100,00 | 23 | 1 |  |  |
|                          |                     |                |       |        |    |   |  |  |
| Inscrits                 | Inscrits            | Inscrits       | 2 129 | 100,00 |    |   |  |  |
| Abstentions              | Abstentions         | Abstentions    | 808   | 37,95  |    |   |  |  |
| Votants                  | Votants             | Votants        | 1 321 | 62,05  |    |   |  |  |
| Blancs et nuls           | Blancs et nuls      | Blancs et nuls | 303   | 22,94  |    |   |  |  |
| Exprimés                 | Exprimés            | Exprimés       | 1 018 | 77,06  |    |   |  |  |
| * Liste du maire sortant |                     |                |       |        |    |   |  |  |

### Chancelade
- Maire sortant : Michel Testut (PS)
- 27 sièges à pourvoir au conseil municipal (population légale 2011 : 4 258 habitants)
- 3 sièges à pourvoir au conseil communautaire (CA Le Grand Périgueux)

|                          | Michel Testut * | PS-PCF-EELV    | 1 495 | 100,00 | 27 | 3 |  |  |
|                          |                 |                |       |        |    |   |  |  |
| Inscrits                 | Inscrits        | Inscrits       | 3 540 | 100,00 |    |   |  |  |
| Abstentions              | Abstentions     | Abstentions    | 1 467 | 41,44  |    |   |  |  |
| Votants                  | Votants         | Votants        | 2 073 | 58,56  |    |   |  |  |
| Blancs et nuls           | Blancs et nuls  | Blancs et nuls | 578   | 27,88  |    |   |  |  |
| Exprimés                 | Exprimés        | Exprimés       | 1 495 | 72,12  |    |   |  |  |
| * Liste du maire sortant |                 |                |       |        |    |   |  |  |

### Château-l'Évêque
- Maire sortant : Serge Daugiéras (SE)
- 19 sièges à pourvoir au conseil municipal (population légale 2011 : 2 099 habitants)
- 1 sièges à pourvoir au conseil communautaire (CA Le Grand Périgueux)

|                | Marie-Hélène Belombo | DVD            | 828   | 66,99  | 16 | 1 |  |  |
|                | Michel Tomas         | SE             | 408   | 33,00  | 3  |   |  |  |
|                |                      |                |       |        |    |   |  |  |
| Inscrits       | Inscrits             | Inscrits       | 1 804 | 100,00 |    |   |  |  |
| Abstentions    | Abstentions          | Abstentions    | 518   | 28,71  |    |   |  |  |
| Votants        | Votants              | Votants        | 1 286 | 71,29  |    |   |  |  |
| Blancs et nuls | Blancs et nuls       | Blancs et nuls | 50    | 3,89   |    |   |  |  |
| Exprimés       | Exprimés             | Exprimés       | 1 236 | 96,11  |    |   |  |  |

### Coulounieix-Chamiers
- Maire sortant : Jean-Pierre Roussarie (PS)
- 29 sièges à pourvoir au conseil municipal (population légale 2011 : 8 151 habitants)
- 5 sièges à pourvoir au conseil communautaire (CA Le Grand Périgueux)

|                          | Jean-Pierre Roussarie * | PS-PCF-EELV    | 1 712 | 52,33  | 22 | 4 |  |  |
|                          | Yves Schricke           | UMP            | 1 559 | 47,66  | 7  | 1 |  |  |
|                          |                         |                |       |        |    |   |  |  |
| Inscrits                 | Inscrits                | Inscrits       | 6 351 | 100,00 |    |   |  |  |
| Abstentions              | Abstentions             | Abstentions    | 2 646 | 41,66  |    |   |  |  |
| Votants                  | Votants                 | Votants        | 3 705 | 58,34  |    |   |  |  |
| Blancs et nuls           | Blancs et nuls          | Blancs et nuls | 434   | 11,71  |    |   |  |  |
| Exprimés                 | Exprimés                | Exprimés       | 3 271 | 88,29  |    |   |  |  |
| * Liste du maire sortant |                         |                |       |        |    |   |  |  |

### Eymet
- Maire sortant : Jérôme Bétaille (DVG)
- 23 sièges à pourvoir au conseil municipal (population légale 2011 : 2 593 habitants)
- 10 sièges à pourvoir au conseil communautaire (CC des Portes Sud Périgord)

|                | Jérôme Bétaille | SE             | 993   | 100,00 | 23 | 10 |  |  |
|                |                 |                |       |        |    |    |  |  |
| Inscrits       | Inscrits        | Inscrits       | 1 911 | 100,00 |    |    |  |  |
| Abstentions    | Abstentions     | Abstentions    | 662   | 34,64  |    |    |  |  |
| Votants        | Votants         | Votants        | 1 249 | 65,36  |    |    |  |  |
| Blancs et nuls | Blancs et nuls  | Blancs et nuls | 256   | 20,50  |    |    |  |  |
| Exprimés       | Exprimés        | Exprimés       | 993   | 79,50  |    |    |  |  |

### La Force
- Maire sortant : Armand Zaccaron (PCF)
- 23 sièges à pourvoir au conseil municipal (population légale 2011 : 2 546 habitants)
- 3 sièges à pourvoir au conseil communautaire (CA bergeracoise)

|                          | Armand Zaccaron * | PCF            | 960   | 100,00 | 23 | 3 |  |  |
|                          |                   |                |       |        |    |   |  |  |
| Inscrits                 | Inscrits          | Inscrits       | 1 795 | 100,00 |    |   |  |  |
| Abstentions              | Abstentions       | Abstentions    | 665   | 37,05  |    |   |  |  |
| Votants                  | Votants           | Votants        | 1 130 | 62,95  |    |   |  |  |
| Blancs et nuls           | Blancs et nuls    | Blancs et nuls | 170   | 15,04  |    |   |  |  |
| Exprimés                 | Exprimés          | Exprimés       | 960   | 84,96  |    |   |  |  |
| * Liste du maire sortant |                   |                |       |        |    |   |  |  |

### La Roche-Chalais
- Maire sortant : Jacques Menut (SE)
- 23 sièges à pourvoir au conseil municipal (population légale 2011 : 2 898 habitants)
- 11 sièges à pourvoir au conseil communautaire (CC du Pays de Saint-Aulaye)

|                          | Jacques Menut * | SE             | 847   | 100,00 | 23 | 11 |  |  |
|                          |                 |                |       |        |    |    |  |  |
| Inscrits                 | Inscrits        | Inscrits       | 2 193 | 100,00 |    |    |  |  |
| Abstentions              | Abstentions     | Abstentions    | 885   | 40,36  |    |    |  |  |
| Votants                  | Votants         | Votants        | 1 308 | 59,64  |    |    |  |  |
| Blancs et nuls           | Blancs et nuls  | Blancs et nuls | 461   | 35,24  |    |    |  |  |
| Exprimés                 | Exprimés        | Exprimés       | 847   | 64,76  |    |    |  |  |
| * Liste du maire sortant |                 |                |       |        |    |    |  |  |

### Lalinde
- Maire sortant : Pierre-Alain Péris (PS)
- 23 sièges à pourvoir au conseil municipal (population légale 2011 : 2 953 habitants)
- 10 sièges à pourvoir au conseil communautaire (CC des Bastides Dordogne-Périgord)

|                | Christian Bourrier | DVG            | 876   | 50,20  | 18 | 8 |  |  |
|                | Jérôme Boullet     | SE             | 869   | 49,79  | 5  | 2 |  |  |
|                |                    |                |       |        |    |   |  |  |
| Inscrits       | Inscrits           | Inscrits       | 2 458 | 100,00 |    |   |  |  |
| Abstentions    | Abstentions        | Abstentions    | 625   | 25,43  |    |   |  |  |
| Votants        | Votants            | Votants        | 1 833 | 74,57  |    |   |  |  |
| Blancs et nuls | Blancs et nuls     | Blancs et nuls | 88    | 4,80   |    |   |  |  |
| Exprimés       | Exprimés           | Exprimés       | 1 745 | 95,20  |    |   |  |  |

### Lamonzie-Saint-Martin
- Maire sortant : Alain Bramerie (PS)
- 19 sièges à pourvoir au conseil municipal (population légale 2011 : 2 398 habitants)
- 3 sièges à pourvoir au conseil communautaire (CA bergeracoise)

|                | Thierry Auroy-Peytou | SE             | 806   | 66,83  | 16 | 3 |  |  |
|                | Jacques Rodriguez    | SE             | 400   | 33,16  | 3  |   |  |  |
|                |                      |                |       |        |    |   |  |  |
| Inscrits       | Inscrits             | Inscrits       | 1 905 | 100,00 |    |   |  |  |
| Abstentions    | Abstentions          | Abstentions    | 617   | 32,39  |    |   |  |  |
| Votants        | Votants              | Votants        | 1 288 | 67,61  |    |   |  |  |
| Blancs et nuls | Blancs et nuls       | Blancs et nuls | 82    | 6,37   |    |   |  |  |
| Exprimés       | Exprimés             | Exprimés       | 1 206 | 93,63  |    |   |  |  |

### Le Bugue
- Maire sortant : Gérard Labrousse (PS)
- 23 sièges à pourvoir au conseil municipal (population légale 2011 : 2 728 habitants)
- 7 sièges à pourvoir au conseil communautaire (CC de la Vallée de l'Homme)

| Tête de liste            | Tête de liste      | Liste          | Premier tour | Premier tour | Second tour | Second tour | Sièges | Sièges |
| Tête de liste            | Tête de liste      | Liste          | Voix         | %            | Voix        | %           | CM     | CC     |
| ------------------------ | ------------------ | -------------- | ------------ | ------------ | ----------- | ----------- | ------ | ------ |
|                          | Jean Montoriol     | UMP-UDI        | 768          | 47,05        | 957         | 57,78       | 18     | 6      |
|                          | Gérard Labrousse * | DVG            | 621          | 38,05        | 699         | 42,21       | 5      | 1      |
|                          | Hervé Puichaud     | SE             | 243          | 14,88        |             |             |        |        |
|                          |                    |                |              |              |             |             |        |        |
| Inscrits                 | Inscrits           | Inscrits       | 2 084        | 100,00       | 2 085       | 100,00      |        |        |
| Abstentions              | Abstentions        | Abstentions    | 407          | 19,53        | 373         | 17,89       |        |        |
| Votants                  | Votants            | Votants        | 1 677        | 80,47        | 1 712       | 82,11       |        |        |
| Blancs et nuls           | Blancs et nuls     | Blancs et nuls | 45           | 2,68         | 56          | 3,27        |        |        |
| Exprimés                 | Exprimés           | Exprimés       | 1 632        | 97,32        | 1 656       | 96,73       |        |        |
| * Liste du maire sortant |                    |                |              |              |             |             |        |        |

### Le Buisson-de-Cadouin
- Maire sortant : Mérico Chies (PS)
- 19 sièges à pourvoir au conseil municipal (population légale 2011 : 2 094 habitants)
- 7 sièges à pourvoir au conseil communautaire (CC des Bastides Dordogne-Périgord)

|                          | Jean-Marc Gouin | SE             | 636   | 51,37  | 15 | 6 |  |  |
|                          | Mérico Chies *  | PS             | 602   | 48,62  | 4  | 1 |  |  |
|                          |                 |                |       |        |    |   |  |  |
| Inscrits                 | Inscrits        | Inscrits       | 1 664 | 100,00 |    |   |  |  |
| Abstentions              | Abstentions     | Abstentions    | 361   | 21,69  |    |   |  |  |
| Votants                  | Votants         | Votants        | 1 303 | 78,31  |    |   |  |  |
| Blancs et nuls           | Blancs et nuls  | Blancs et nuls | 65    | 4,99   |    |   |  |  |
| Exprimés                 | Exprimés        | Exprimés       | 1 238 | 95,01  |    |   |  |  |
| * Liste du maire sortant |                 |                |       |        |    |   |  |  |

### Marsac-sur-l'Isle
- Maire sortant : Jean-Marie Rigaud (DVG)
- 23 sièges à pourvoir au conseil municipal (population légale 2011 : 2 960 habitants)
- 2 sièges à pourvoir au conseil communautaire (CA Le Grand Périgueux)

|                          | Jean-Marie Rigaud * | DVG            | 840   | 56,07  | 18 | 2 |  |  |
|                          | Pierre de Almeida   | SE             | 509   | 33,97  | 4  |   |  |  |
|                          | Alain Gomez         | SE             | 149   | 9,94   | 1  |   |  |  |
|                          |                     |                |       |        |    |   |  |  |
| Inscrits                 | Inscrits            | Inscrits       | 2 159 | 100,00 |    |   |  |  |
| Abstentions              | Abstentions         | Abstentions    | 576   | 26,68  |    |   |  |  |
| Votants                  | Votants             | Votants        | 1 583 | 73,32  |    |   |  |  |
| Blancs et nuls           | Blancs et nuls      | Blancs et nuls | 85    | 5,37   |    |   |  |  |
| Exprimés                 | Exprimés            | Exprimés       | 1 498 | 94,63  |    |   |  |  |
| * Liste du maire sortant |                     |                |       |        |    |   |  |  |

### Montignac-Lascaux
- Maire sortant : Laurent Mathieu (UMP)
- 23 sièges à pourvoir au conseil municipal (population légale 2011 : 2 794 habitants)
- 7 sièges à pourvoir au conseil communautaire (CC de la Vallée de l'Homme)

|                          | Laurent Mathieu * | DVD            | 975   | 56,48  | 18 | 6 |  |  |
|                          | Christian Teillac | PS-PCF-EELV    | 751   | 43,51  | 5  | 1 |  |  |
|                          |                   |                |       |        |    |   |  |  |
| Inscrits                 | Inscrits          | Inscrits       | 2 365 | 100,00 |    |   |  |  |
| Abstentions              | Abstentions       | Abstentions    | 564   | 23,85  |    |   |  |  |
| Votants                  | Votants           | Votants        | 1 801 | 76,15  |    |   |  |  |
| Blancs et nuls           | Blancs et nuls    | Blancs et nuls | 75    | 4,16   |    |   |  |  |
| Exprimés                 | Exprimés          | Exprimés       | 1 726 | 95,84  |    |   |  |  |
| * Liste du maire sortant |                   |                |       |        |    |   |  |  |

### Montpon-Ménestérol
- Maire sortant : Jean-Paul Lotterie (PS)
- 29 sièges à pourvoir au conseil municipal (population légale 2011 : 5 483 habitants)
- 13 sièges à pourvoir au conseil communautaire (CC Isle Double Landais)

|                          | Jean-Paul Lotterie * | PS             | 1 561 | 53,47  | 23 | 10 |  |  |
|                          | Corinne Gimenez      | DVD            | 1 358 | 46,52  | 6  | 3  |  |  |
|                          |                      |                |       |        |    |    |  |  |
| Inscrits                 | Inscrits             | Inscrits       | 4 228 | 100,00 |    |    |  |  |
| Abstentions              | Abstentions          | Abstentions    | 1 114 | 26,35  |    |    |  |  |
| Votants                  | Votants              | Votants        | 3 114 | 73,65  |    |    |  |  |
| Blancs et nuls           | Blancs et nuls       | Blancs et nuls | 195   | 6,26   |    |    |  |  |
| Exprimés                 | Exprimés             | Exprimés       | 2 919 | 93,74  |    |    |  |  |
| * Liste du maire sortant |                      |                |       |        |    |    |  |  |

### Mussidan
- Maire sortant : Jean-Yves Fulbert (DVG)
- 23 sièges à pourvoir au conseil municipal (population légale 2011 : 2 878 habitants)
- 9 sièges à pourvoir au conseil communautaire (CC Isle et Crempse en Périgord)

|                | Stéphane Triquart | DVD            | 816   | 59,51  | 19 | 7 |  |  |
|                | Philippe Flamant  | PS-PCF-EELV    | 555   | 40,48  | 4  | 2 |  |  |
|                |                   |                |       |        |    |   |  |  |
| Inscrits       | Inscrits          | Inscrits       | 2 101 | 100,00 |    |   |  |  |
| Abstentions    | Abstentions       | Abstentions    | 639   | 30,41  |    |   |  |  |
| Votants        | Votants           | Votants        | 1 462 | 69,59  |    |   |  |  |
| Blancs et nuls | Blancs et nuls    | Blancs et nuls | 91    | 6,22   |    |   |  |  |
| Exprimés       | Exprimés          | Exprimés       | 1 371 | 93,78  |    |   |  |  |

### Neuvic
- Maire sortant : François Roussel (UMP)
- 27 sièges à pourvoir au conseil municipal (population légale 2011 : 3 601 habitants)
- 6 sièges à pourvoir au conseil communautaire (CC Isle, Vern, Salembre en Périgord)

|                          | François Roussel * | UMP            | 1 029 | 61,91  | 22 | 5 |  |  |
|                          | François Lahonta   | PS-PCF-EELV    | 633   | 38,08  | 5  | 1 |  |  |
|                          |                    |                |       |        |    |   |  |  |
| Inscrits                 | Inscrits           | Inscrits       | 2 369 | 100,00 |    |   |  |  |
| Abstentions              | Abstentions        | Abstentions    | 598   | 25,24  |    |   |  |  |
| Votants                  | Votants            | Votants        | 1 771 | 74,76  |    |   |  |  |
| Blancs et nuls           | Blancs et nuls     | Blancs et nuls | 109   | 6,15   |    |   |  |  |
| Exprimés                 | Exprimés           | Exprimés       | 1 662 | 93,85  |    |   |  |  |
| * Liste du maire sortant |                    |                |       |        |    |   |  |  |

### Nontron
- Maire sortant : Pierre Giry (UMP)
- 23 sièges à pourvoir au conseil municipal (population légale 2011 : 3 281 habitants)
- 8 sièges à pourvoir au conseil communautaire (CC du Périgord Nontronnais)

|                | Pascal Bourdeau | DVG            | 806   | 50,31  | 18 | 6 |  |  |
|                | Alain Poinet    | UMP            | 654   | 40,82  | 4  | 2 |  |  |
|                | Thierry Dutheil | DVG            | 142   | 8,86   | 1  |   |  |  |
|                |                 |                |       |        |    |   |  |  |
| Inscrits       | Inscrits        | Inscrits       | 2 216 | 100,00 |    |   |  |  |
| Abstentions    | Abstentions     | Abstentions    | 508   | 22,92  |    |   |  |  |
| Votants        | Votants         | Votants        | 1 708 | 77,08  |    |   |  |  |
| Blancs et nuls | Blancs et nuls  | Blancs et nuls | 106   | 6,21   |    |   |  |  |
| Exprimés       | Exprimés        | Exprimés       | 1 602 | 93,79  |    |   |  |  |

### Notre-Dame-de-Sanilhac
- Maire sortant : Jean-François Larenaudie (DVG)
- 23 sièges à pourvoir au conseil municipal (population légale 2011 : 3 089 habitants)
- 2 sièges à pourvoir au conseil communautaire (Le Grand Périgueux)

|                          | Jean-François Larenaudie * | DVG            | 1 075 | 100,00 | 23 | 2 |  |  |
|                          |                            |                |       |        |    |   |  |  |
| Inscrits                 | Inscrits                   | Inscrits       | 2 368 | 100,00 |    |   |  |  |
| Abstentions              | Abstentions                | Abstentions    | 890   | 37,58  |    |   |  |  |
| Votants                  | Votants                    | Votants        | 1 478 | 62,42  |    |   |  |  |
| Blancs et nuls           | Blancs et nuls             | Blancs et nuls | 403   | 27,27  |    |   |  |  |
| Exprimés                 | Exprimés                   | Exprimés       | 1 075 | 72,73  |    |   |  |  |
| * Liste du maire sortant |                            |                |       |        |    |   |  |  |

### Périgueux
- Maire sortant : Michel Moyrand (PS)
- 35 sièges à pourvoir au conseil municipal (population légale 2011 : 29 811 habitants)
- 20 sièges à pourvoir au conseil communautaire (CA Le Grand Périgueux)

| Tête de liste            | Tête de liste    | Liste          | Premier tour | Premier tour | Second tour | Second tour | Sièges | Sièges |
| Tête de liste            | Tête de liste    | Liste          | Voix         | %            | Voix        | %           | CM     | CC     |
| ------------------------ | ---------------- | -------------- | ------------ | ------------ | ----------- | ----------- | ------ | ------ |
|                          | Michel Moyrand * | PS-PCF-EELV    | 4 948        | 46,62        | 5 774       | 49,28       | 8      | 5      |
|                          | Antoine Audi     | UMP-UDI        | 4 195        | 39,52        | 5 942       | 50,71       | 27     | 15     |
|                          | Jean-Paul Daudou | DVD            | 1 470        | 13,85        |             |             |        |        |
|                          |                  |                |              |              |             |             |        |        |
| Inscrits                 | Inscrits         | Inscrits       | 18 201       | 100,00       | 18 201      | 100,00      |        |        |
| Abstentions              | Abstentions      | Abstentions    | 6 715        | 36,89        | 5 929       | 32,58       |        |        |
| Votants                  | Votants          | Votants        | 11 486       | 63,11        | 12 272      | 67,42       |        |        |
| Blancs et nuls           | Blancs et nuls   | Blancs et nuls | 873          | 7,60         | 556         | 4,53        |        |        |
| Exprimés                 | Exprimés         | Exprimés       | 10 613       | 92,40        | 11 716      | 95,47       |        |        |
| * Liste du maire sortant |                  |                |              |              |             |             |        |        |

### Port-Sainte-Foy-et-Ponchapt
- Maire sortant : Jacques Reix (SE)
- 19 sièges à pourvoir au conseil municipal (population légale 2011 : 2 489 habitants)
- 4 sièges à pourvoir au conseil communautaire (CC du Pays Foyen)

|                          | Jacques Reix * | SE             | 901   | 100,00 | 19 | 4 |  |  |
|                          |                |                |       |        |    |   |  |  |
| Inscrits                 | Inscrits       | Inscrits       | 1 796 | 100,00 |    |   |  |  |
| Abstentions              | Abstentions    | Abstentions    | 690   | 38,42  |    |   |  |  |
| Votants                  | Votants        | Votants        | 1 106 | 61,58  |    |   |  |  |
| Blancs et nuls           | Blancs et nuls | Blancs et nuls | 205   | 18,54  |    |   |  |  |
| Exprimés                 | Exprimés       | Exprimés       | 901   | 81,46  |    |   |  |  |
| * Liste du maire sortant |                |                |       |        |    |   |  |  |

### Prigonrieux
- Maire sortant : Jean-Paul Rochoir (SE)
- 27 sièges à pourvoir au conseil municipal (population légale 2011 : 4 113 habitants)
- 4 sièges à pourvoir au conseil communautaire (CA bergeracoise)

|                          | Jean Paul Rochoir *    | DVG            | 1 183 | 55,02  | 21 | 3 |  |  |
|                          | Jean Claude Fonvieille | SE             | 967   | 44,97  | 6  | 1 |  |  |
|                          |                        |                |       |        |    |   |  |  |
| Inscrits                 | Inscrits               | Inscrits       | 3 326 | 100,00 |    |   |  |  |
| Abstentions              | Abstentions            | Abstentions    | 1 001 | 30,10  |    |   |  |  |
| Votants                  | Votants                | Votants        | 2 325 | 69,90  |    |   |  |  |
| Blancs et nuls           | Blancs et nuls         | Blancs et nuls | 175   | 7,53   |    |   |  |  |
| Exprimés                 | Exprimés               | Exprimés       | 2 150 | 92,47  |    |   |  |  |
| * Liste du maire sortant |                        |                |       |        |    |   |  |  |

### Razac-sur-l'Isle
- Maire sortant : Jean-Guy Nasseys (DVG)
- 19 sièges à pourvoir au conseil municipal (population légale 2011 : 2 425 habitants)
- 1 sièges à pourvoir au conseil communautaire (CA Le Grand Périgueux)

|                | Bernadette Paul | PS-PCF-EELV    | 915   | 100,00 | 19 | 1 |  |  |
|                |                 |                |       |        |    |   |  |  |
| Inscrits       | Inscrits        | Inscrits       | 1 851 | 100,00 |    |   |  |  |
| Abstentions    | Abstentions     | Abstentions    | 639   | 34,52  |    |   |  |  |
| Votants        | Votants         | Votants        | 1 212 | 65,48  |    |   |  |  |
| Blancs et nuls | Blancs et nuls  | Blancs et nuls | 297   | 24,50  |    |   |  |  |
| Exprimés       | Exprimés        | Exprimés       | 915   | 75,50  |    |   |  |  |

### Ribérac
- Maire sortant : Rémy Terrienne (PS)
- 27 sièges à pourvoir au conseil municipal (population légale 2011 : 4 053 habitants)
- 11 sièges à pourvoir au conseil communautaire (CC du Périgord Ribéracois)

| Tête de liste            | Tête de liste    | Liste          | Premier tour | Premier tour | Second tour | Second tour | Sièges | Sièges |
| Tête de liste            | Tête de liste    | Liste          | Voix         | %            | Voix        | %           | CM     | CC     |
| ------------------------ | ---------------- | -------------- | ------------ | ------------ | ----------- | ----------- | ------ | ------ |
|                          | Rémy Terrienne * | PS             | 855          | 44,04        | 1 013       | 47,24       | 6      | 2      |
|                          | Patrice Favard   | DVD            | 831          | 42,81        | 1 131       | 52,75       | 21     | 9      |
|                          | Bruno Larebière  | SE             | 255          | 13,13        |             |             |        |        |
|                          |                  |                |              |              |             |             |        |        |
| Inscrits                 | Inscrits         | Inscrits       | 2 807        | 100,00       | 2 807       | 100,00      |        |        |
| Abstentions              | Abstentions      | Abstentions    | 742          | 26,43        | 579         | 20,63       |        |        |
| Votants                  | Votants          | Votants        | 2 065        | 73,57        | 2 228       | 79,37       |        |        |
| Blancs et nuls           | Blancs et nuls   | Blancs et nuls | 124          | 6,00         | 84          | 3,77        |        |        |
| Exprimés                 | Exprimés         | Exprimés       | 1 941        | 94,00        | 2 144       | 96,23       |        |        |
| * Liste du maire sortant |                  |                |              |              |             |             |        |        |

### Saint-Antoine-de-Breuilh
- Maire sortant : Christian Gallot (SE)
- 19 sièges à pourvoir au conseil municipal (population légale 2011 : 2 012 habitants)
- 5 sièges à pourvoir au conseil communautaire (CC de Montaigne Montravel et Gurson)

|                          | Christian Gallot * | DVD            | 680   | 67,66  | 16 | 5 |  |  |
|                          | Francis Belluzzo   | SE             | 325   | 32,33  | 3  |   |  |  |
|                          |                    |                |       |        |    |   |  |  |
| Inscrits                 | Inscrits           | Inscrits       | 1 398 | 100,00 |    |   |  |  |
| Abstentions              | Abstentions        | Abstentions    | 360   | 25,75  |    |   |  |  |
| Votants                  | Votants            | Votants        | 1 038 | 74,25  |    |   |  |  |
| Blancs et nuls           | Blancs et nuls     | Blancs et nuls | 33    | 3,18   |    |   |  |  |
| Exprimés                 | Exprimés           | Exprimés       | 1 005 | 96,82  |    |   |  |  |
| * Liste du maire sortant |                    |                |       |        |    |   |  |  |

### Saint-Astier
- Maire sortant : Jacques Monmarson (PS)
- 29 sièges à pourvoir au conseil municipal (population légale 2011 : 5 468 habitants)
- 9 sièges à pourvoir au conseil communautaire (CC Isle, Vern, Salembre en Périgord)

|                          | Élisabeth Marty     | DVD            | 1 444 | 52,09  | 22 | 7 |  |  |
|                          | Jacques Monmarson * | PS             | 1 328 | 47,90  | 7  | 2 |  |  |
|                          |                     |                |       |        |    |   |  |  |
| Inscrits                 | Inscrits            | Inscrits       | 4 227 | 100,00 |    |   |  |  |
| Abstentions              | Abstentions         | Abstentions    | 1 311 | 31,01  |    |   |  |  |
| Votants                  | Votants             | Votants        | 2 916 | 68,99  |    |   |  |  |
| Blancs et nuls           | Blancs et nuls      | Blancs et nuls | 144   | 4,94   |    |   |  |  |
| Exprimés                 | Exprimés            | Exprimés       | 2 772 | 95,06  |    |   |  |  |
| * Liste du maire sortant |                     |                |       |        |    |   |  |  |

### Saint-Léon-sur-l'Isle
- Maire sortant : Claude Parade (PCF)
- 19 sièges à pourvoir au conseil municipal (population légale 2011 : 2 027 habitants)
- 3 sièges à pourvoir au conseil communautaire (CC Isle, Vern, Salembre en Périgord)

|                | Jean-Luc Laforce | PCF            | 832   | 100,00 | 19 | 3 |  |  |
|                |                  |                |       |        |    |   |  |  |
| Inscrits       | Inscrits         | Inscrits       | 1 467 | 100,00 |    |   |  |  |
| Abstentions    | Abstentions      | Abstentions    | 447   | 30,47  |    |   |  |  |
| Votants        | Votants          | Votants        | 1 020 | 69,53  |    |   |  |  |
| Blancs et nuls | Blancs et nuls   | Blancs et nuls | 188   | 18,43  |    |   |  |  |
| Exprimés       | Exprimés         | Exprimés       | 832   | 81,57  |    |   |  |  |

### Sarlat-la-Canéda
- Maire sortant : Jean-Jacques de Peretti (UMP)
- 29 sièges à pourvoir au conseil municipal (population légale 2011 : 9 568 habitants)
- 18 sièges à pourvoir au conseil communautaire (CC Sarlat-Périgord noir)

|                          | Jean-Jacques de Peretti * | UMP            | 2 322 | 53,12  | 23 | 14 |  |  |
|                          | Romain Bondonneau         | PS-PCF-EELV    | 1 277 | 29,21  | 4  | 3  |  |  |
|                          | Anick Le Goff             | FG-NPA         | 535   | 12,23  | 2  | 1  |  |  |
|                          | Frédéric Inizan           | EELV           | 237   | 5,42   |    |    |  |  |
|                          |                           |                |       |        |    |    |  |  |
| Inscrits                 | Inscrits                  | Inscrits       | 6 812 | 100,00 |    |    |  |  |
| Abstentions              | Abstentions               | Abstentions    | 2 195 | 32,22  |    |    |  |  |
| Votants                  | Votants                   | Votants        | 4 617 | 67,78  |    |    |  |  |
| Blancs et nuls           | Blancs et nuls            | Blancs et nuls | 246   | 5,33   |    |    |  |  |
| Exprimés                 | Exprimés                  | Exprimés       | 4 371 | 94,67  |    |    |  |  |
| * Liste du maire sortant |                           |                |       |        |    |    |  |  |

### Terrasson-Lavilledieu
- Maire sortant : Pierre Delmon (DVD)
- 29 sièges à pourvoir au conseil municipal (population légale 2011 : 6 261 habitants)
- 14 sièges à pourvoir au conseil communautaire (CC Terrassonnais Haut Périgord Noir)

|                          | Pierre Delmon * | DVD            | 1 962 | 73,84  | 26 | 12 |  |  |
|                          | Francis Valade  | PS-PCF-EELV    | 695   | 26,15  | 3  | 2  |  |  |
|                          |                 |                |       |        |    |    |  |  |
| Inscrits                 | Inscrits        | Inscrits       | 4 029 | 100,00 |    |    |  |  |
| Abstentions              | Abstentions     | Abstentions    | 1 208 | 29,98  |    |    |  |  |
| Votants                  | Votants         | Votants        | 2 821 | 70,02  |    |    |  |  |
| Blancs et nuls           | Blancs et nuls  | Blancs et nuls | 164   | 5,81   |    |    |  |  |
| Exprimés                 | Exprimés        | Exprimés       | 2 657 | 94,19  |    |    |  |  |
| * Liste du maire sortant |                 |                |       |        |    |    |  |  |

### Thiviers
- Maire sortant : Michel Jaccou (SE)
- 23 sièges à pourvoir au conseil municipal (population légale 2011 : 3 113 habitants)
- 8 sièges à pourvoir au conseil communautaire (CC Périgord-Limousin)

|                          | Michel Villepontoux | PS             | 892   | 52,81  | 18 | 6 |  |  |
|                          | Michel Jaccou *     | UMP            | 797   | 47,18  | 5  | 2 |  |  |
|                          |                     |                |       |        |    |   |  |  |
| Inscrits                 | Inscrits            | Inscrits       | 2 343 | 100,00 |    |   |  |  |
| Abstentions              | Abstentions         | Abstentions    | 568   | 24,24  |    |   |  |  |
| Votants                  | Votants             | Votants        | 1 775 | 75,76  |    |   |  |  |
| Blancs et nuls           | Blancs et nuls      | Blancs et nuls | 86    | 4,85   |    |   |  |  |
| Exprimés                 | Exprimés            | Exprimés       | 1 689 | 95,15  |    |   |  |  |
| * Liste du maire sortant |                     |                |       |        |    |   |  |  |

### Trélissac
- Maire sortant : Francis Colbac (PCF)
- 29 sièges à pourvoir au conseil municipal (population légale 2011 : 7 037 habitants)
- 5 sièges à pourvoir au conseil communautaire (CA Le Grand Périgueux)

|                          | Francis Colbac * | PCF            | 1 992 | 65,44  | 24 | 4 |  |  |
|                          | Jacques Gendre   | UMP-UDI        | 1 052 | 34,55  | 5  | 1 |  |  |
|                          |                  |                |       |        |    |   |  |  |
| Inscrits                 | Inscrits         | Inscrits       | 4 758 | 100,00 |    |   |  |  |
| Abstentions              | Abstentions      | Abstentions    | 1 439 | 30,24  |    |   |  |  |
| Votants                  | Votants          | Votants        | 3 319 | 69,76  |    |   |  |  |
| Blancs et nuls           | Blancs et nuls   | Blancs et nuls | 275   | 8,29   |    |   |  |  |
| Exprimés                 | Exprimés         | Exprimés       | 3 044 | 91,71  |    |   |  |  |
| * Liste du maire sortant |                  |                |       |        |    |   |  |  |